# Horní Suchá
Horní Suchá (polsky Sucha Górna, německy Ober Suchau) je obec, která se nachází v okrese Karviná v Moravskoslezském kraji. V Horní Suché je soustředěno velké množství průmyslových firem, které ji řadí k průmyslovým obcím. Žije zde přibližně 4 400 obyvatel. V roce 2011 se 17,1 % obyvatel obce hlásilo k polské národnosti.

## Historie
Pravděpodobnými zakladateli obce byli polští benediktini z kláštera Tyniec u Krakova. První písemná zmínka o obci Horní Suchá pochází z roku 1305, kdy vratislavský arcibiskup Jindřich I. z Vrbna pověřil mnichy sepsat obce, které mu měly odvádět daně. V této písemnosti se hovoří o „obojí Suché“. Obyvatelé obce byli pod správou Těšínských Piastovců; až do roku 1471 byla obec ve vlastnictví tohoto rodu. Později se území obce dostává do rukou zástupců různých polských a německých rodů (např. 1536 jižní část obce získal Melichar Przyznar), Václav Bees na Stéblově vlastní obec v roce 1572. V roce 1805 získává severní část obce Jan von Larisch-Mönnich. V roce 1825 získává rod Larisch-Mönnichů i jižní část obce.
V 19. století dochází k rozvoji obce, jsou budovány zemědělské i průmyslové objekty. Toto století souvisí zejména s vlastnictvím rodu Larisch-Mönnichů, kteří na území obce provozovali několik podniků. Mezi nejvýznamnější patří zejména Hornosušský cukrovar, který byl budován v letech 1832–1833 a ve své době byl technicky nejvyspělejším cukrovarem střední Evropy a Rakouského císařství. Tento cukrovar byl zrušen v roce 1873. Podle rakouského sčítání lidu v roce 1910 měla Horní Suchá 2 761 obyvatel, z toho 2 733 bylo trvale přihlášeno, 2 625 (96 %) bylo polsky, 66 (2,4 %) česky a 42 (1,5 %) německy mluvících, 2118 (76,7 %) byli katolíci, 624 (22,6 %) evangelíci, 15 (0,5 %) bylo Židů. V roce 1910 byla založena cihelna, která vyráběla do roku 1928; definitivně byla zrušena až v 70. letech 20. století. V roce 1911 byl založen důl František, který zajistil velký rozvoj obce.

### Světové války a meziválečné období

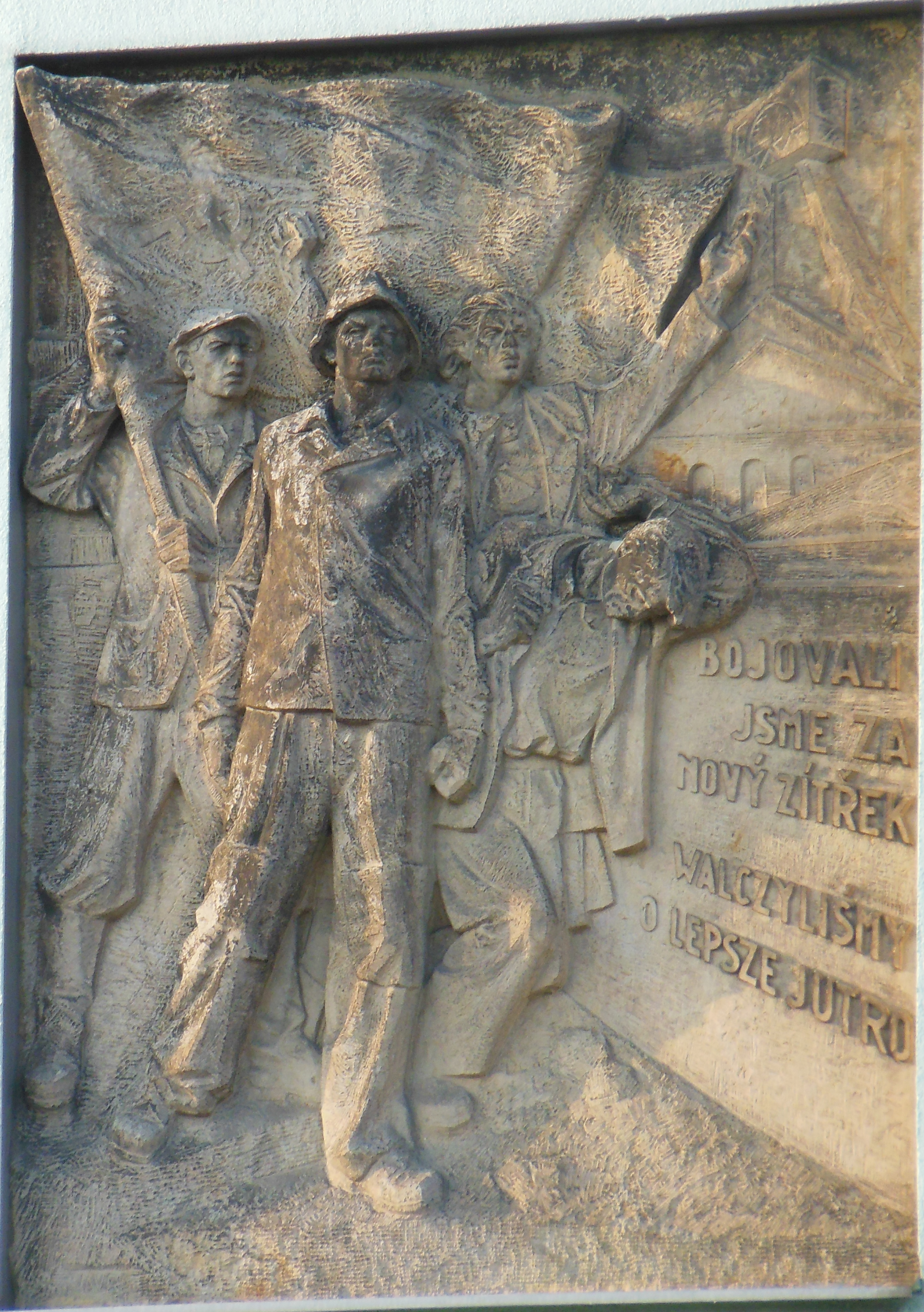
Pamětní deska stávce horníků v roce 1932

Vývoj v obci poznamenala 1. i 2. světová válka. Po 1. světové válce připadá část Těšínska, v které je i Horní Suchá Československu. Tato situace se nelíbila polskému obyvatelstvu a docházelo k občasným třenicím (tzv. Sedmidenní válka).
Roku 1917 byl založen obecní hřbitov, na němž byla roku 1927 vybudována obecní kaple, sloužící jak katolíkům, tak protestantům.
V meziválečném období dochází k velkému boomu v obci, dochází k stavbě fary, budovám škol a mnoha rodinných domků. V důsledku Velké hospodářské krize dochází k propouštění na dole František a z tohoto důvodu pořádají odbory mnohé stávky. Z historického hlediska byla nejvýznamnější stávka v roce 1932. Důvodem této stávky byla stále se zhoršující životní úroveň horníků, kteří v důsledku hospodářské krize byli propuštěni, nebo jim byl sníženo množství pracovních dnů a tedy i výdělky. Stávka trvala od 29. března do 1. dubna 1932. Prvotní záměr horníků uspořádat 30. března v místním Dělnickém domě schůzi byl zakázán a lidé, kteří se zde shromáždili, byli policií rozehnáni. Lidé se přesunuli do oblasti dnešního Chrostu (v té době zde byl les) a při zásahu policie k tzv. penzijním domům. Zde došlo ke střetu s policií při níž dav po zasahujících policistech házel kamením a taktéž bylo z davu párkrát vystřeleno - touto střelbou byl zraněn jeden příslušník policie. Policie palbu opětovala. Při zásahu byli těžce zraněni 2 lidé z davu, přičemž horník Władysłav Karwinski zraněním podlehl.

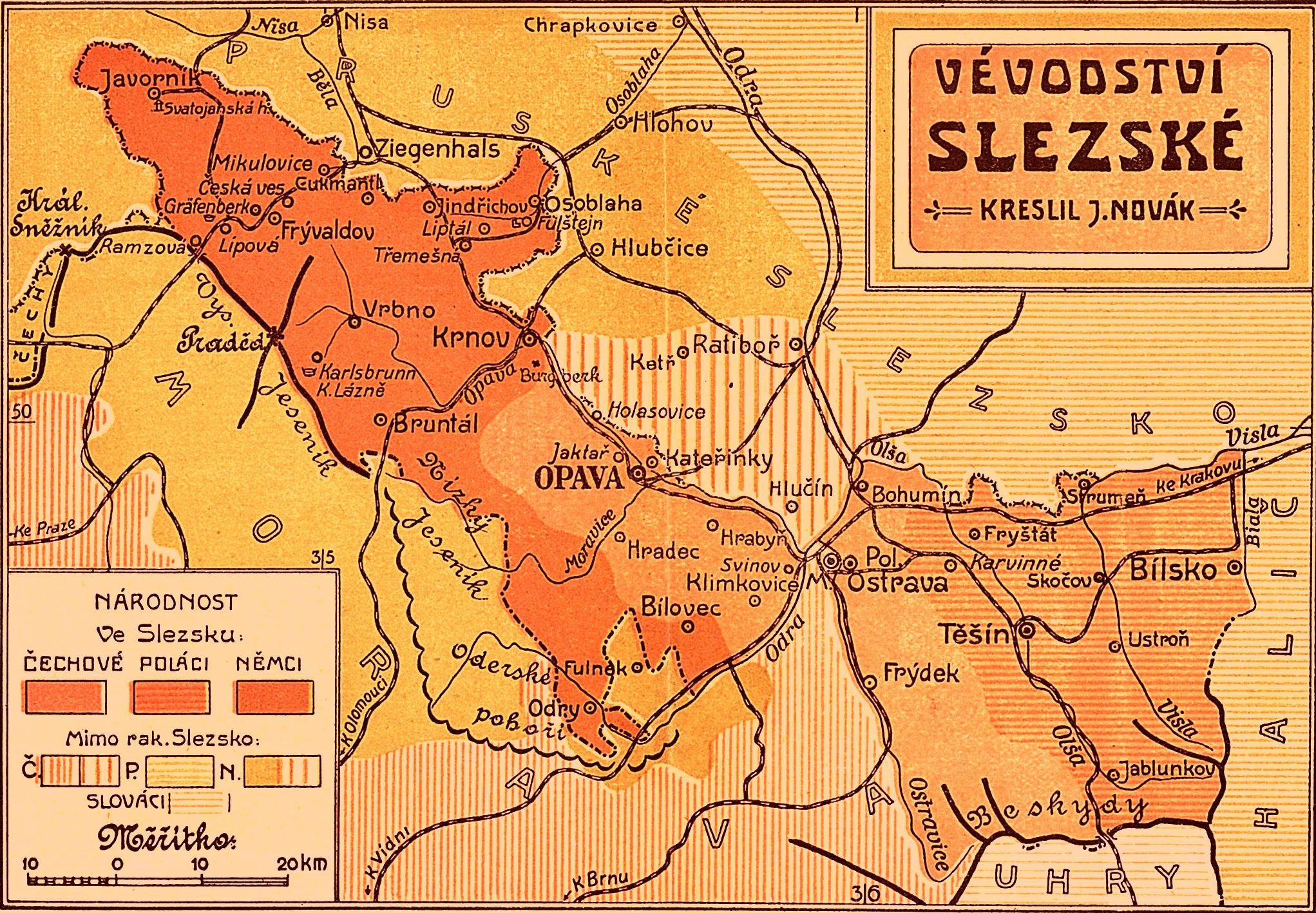
Národnostní složení v Rakouském Slezsku v roce 1912

V roce 1938 patří oblast Horní Suché do polského záboru. Horní Suchá (taktéž i Prostřední a Dolní Suchá) byly obsazeny 10. října 1938. 11. listopadu navštívil obec polský prezident prof. Ignacy Mościcki. Během období polské vlády dochází k porušování práv osob s českou národností. Státní občanství bylo přiznáno pouze lidem s polskou národností a dlouhodobě usazeným. Z toho důvodu obec opustilo velké množství zejména Čechů.
Dne 1. září 1939 opustila polská správa Horní Suchou (v důsledku napadení Polska Německem). Za německé okupace patřila Horní Suchá do Katovického obvodu Hornoslezské provincie Třetí říše (nikoliv do protektorátu). Od 1. dubna 1941 byla Horní, Prostřední a Dolní Suchá sjednoceny v jeden správní celek s názvem Suchá. Během války je soustředěna pozornost na důl František, který během této doby dosahuje limitních těžeb. Při těžbě jsou využívány i síly válečných zajatců (zejména sovětských), kteří jsou nuceni žít ve velmi těžkých a nelidských podmínkách. Místní obyvatelé se je snažili podporovat, zejména tím, že horníci jim do dolu donášeli potraviny (zejména česnek – na žádost zajatců).
Občané Horní Suché se zapojovali do odbojové činnosti (zejména polský odboj byl velmi aktivní) a bojovali i v zahraničních sborech (východních i západních). Během války se obyvatel Horní Suché taktéž dotýkají diverzní akce partyzánů a nacistický teror. Mezi příklady těchto akcí patří přepadení německého přistěhovalce partyzány v roce 1944. Okupační složky poté zatkly 26 lidí, z nich mnoho zemřelo v koncentračních táborech. 6. srpna 1944 taky došlo k Životické tragédii. Při ní byli nacisty jako odplata za útok partyzánů zastřeleno 36 lidí, někteří z nich pocházeli z Horní Suché. V roce 1945 došlo k popravě horníků před dolem František.
Národnostní složení obce bylo ovlivněno zavedením slezské národnosti, která sloužila jako mezistupeň ke germanizaci. Lidé s polskou národností byli perzekvování, česká národnost byla přiznána jen po doložení příslušnosti k osobám žijícím v protektorátě. Během války museli obec opustit místní Židé.
Horní Suchá byla osvobozena sovětskými vojsky 3. května 1945.

### Vývoj po roce 1945
Po válce se život v obci zklidňuje, dochází také k uklidnění národnostních problémů, které utichají a v současné době se již nevyskytují.
Hlavní pozornost v obci se soustřeďovala na Důl František (také znám jako Důl prezident Gottwald). Převážná část obyvatel zde byla zaměstnána a důl se podílel na mnoha kulturních akcích. Poblíž areálu vznikl Kulturní dům Dolu Prezident Gottwald. V důsledku růstu zaměstnanců se vyskytly problémy s nedostatkem ubytovací kapacity (v obci žilo v roce 1961 5298 lidí). Z toho důvodu byly postaveny kolonie finských domků (starší kolonie u ulice Stonavské a mladší „U tratě“. Později se přistoupilo ke stavbě sídliště v lokalitě Chrost). Od roku 1957 se začalo s budováním nového Dolu 9. květen, na hranici katastrů Horní Suché a Stonavy. V důsledku těžby byla zdevastována severní část obce, kde bylo sídliště a elektrorozvodna, tato část byla vylidněna. Jednalo se o čtvrti Podlesí a Paseky. Bylo investováno do stavby nové budovy české základní školy, byla vystavěna nová mateřská škola v sídlišti Chrost. 1. července 1975 byla Horní Suchá připojena k městu Havířov jako jeho 6. část. V 80. letech byla vystavěna na dole Prezident Gottwald železobetonová těžní věž, která se stala dominantou obce.

### Vývoj po roce 1989

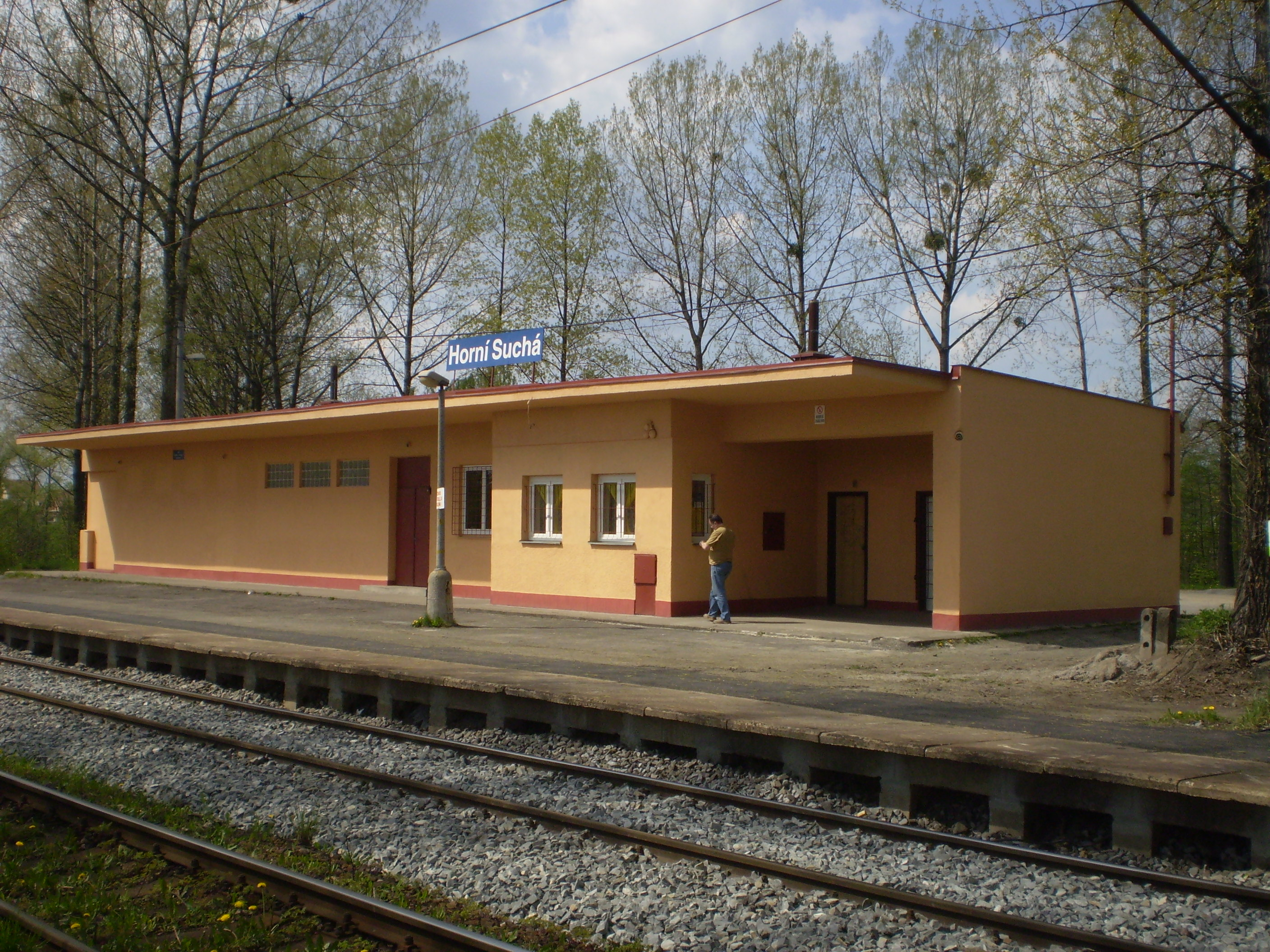
Opravená vlaková zastávka

Po roce 1989 se mění politická situace, což vede k liberalizaci a k odstranění starých společenských řádů. Na základě referenda se 24. listopadu 1990 Horní Suchá odděluje od Havířova. V tomto období dochází k mohutným investicím do školství: rekonstrukce „Staré školy“ (1995–1996, později sídlo místní Policie ČR), přístavba jídelny k základní škole na ul. Těrlická (1992), přístavba nového patra základní školy na ul. Těrlická (1997), výstavba sportovní haly u této školy (2004). Investuje se také v oblasti infrastruktury (opravy silnic a chodníků, plynofikace během první poloviny 90. let), je vystavěn „Dům s pečovatelskou službou“. V roce 2007 došlo k vestavbě nových podkrovních prostorů pro výuku do tzv. Žluté školy. Základní a mateřská škola s polským vyučovacím jazykem je od té doby situována v jedné budově. V tomto roce[kdy?] bylo taktéž opraveno vlakové nádraží. V roce 2008 je revitalizováno sídliště Chrost a opravena infrastruktura na místním hřbitově. Zároveň dochází k dalším investicím zejména do infrastruktury průmyslové zóny na Františku a taktéž se začínají opravovat mosty v obci, jež neodpovídají technickým normám. Fotbalové hřiště u základní školy na ulici Těrlická prochází taktéž značnou rekonstrukci.

### Starostové obce
od roku 1864 do roku 1938
- Józef Dostal (1864–1873)
- Józef Paździora (1873–1890)
- Jan Faja (1890–1897)
- Jan Krzystek (1897–1914)
- Franciszek Siwek (1914–1920)
- Karol Mucha (1920)
- Vavřinec Glaser (1921–1923)
- Vincenty Potysz (1923–1930)
- Alojzy Sznapka (1931)
- Adolf Guziur (1931–1937)
- Alojzy Sznapka (1938–1939)

od roku 1938 do roku 1975 (chronologicky za sebou)
- Alojzy Sznapka (starosta před i během polského záboru)
- Rober Böhm (německý komisař)
- Leo Stachura (německý komisař, od 1. dubna 1941 v čele seskupených obcí Horní, Prostřední a Dolní Suché)
- František Knecht (první poválečný starosta)
- Josef Galuszka
- Josef Pawlas
- Jan Prokop
- Karel Heller
- Bohumil Pawlas
- Jan Kupka
- Jan Buba
- Wincenty Zyder

mezi roky 1975 až 1990 byla Horní Suchá součástí Havířova (pod názvem „Havířov 6“)
od roku 1990
- Miloš Müller (1990–1991)
- Karol Siwek (1991–1999)
- Jan Lipner (1999–dosud)

## Současná hospodářská situace
V důsledku útlumu na dole František se obec potýkala s poměrně vysokou nezaměstnaností. Důl František byl po dlouhou dobu hlavním zaměstnavatelem v obci. Po roce 1990 se začalo hovořit o jeho možném útlumu. V roce 1995 došlo k spojení Dolu František, dolu Dukla a dolu Lazy do společného podniku. Řízení tohoto dolu bylo převedeno na důl Lazy v Orlové a v Horní Suché zbyl pouze závod František. Jelikož však byla těžba nerentabilní, bylo rozhodnuto o útlumu tohoto dolu, která byla dokončena v roce 1999. V následujících letech byly odstraněny obě železné těžní věže, dominanta Horní Suché, železobetonová těžní věž zůstala stát až do dnešní doby (ovšem jedna z variant je i zbourání této těžní věže).
V obci je přesto poměrně hodně firem zabývajících se různými činnosti. Například společnost befra electronic, s.r.o. (elektronika a elektrotechnika), Lichtgitter CZ spol. s r. o. (železné rámy a mřížovina), PKP Cargo International, HORNSTAV CZ s.r.o. (stavební firma), Depos Horní Suchá, a.s. (nakládání s odpady). V souvislosti s otevřením průmyslové zóny na Františku došlo k snížení nezaměstnanosti v obci o 10 %, avšak vlivem světové ekonomické krize je v současné době (březen 2010) nezaměstnanost v obci Horní Suchá dle informací ÚP Karviná 19,9 %.

## Školství
První škola v Horní Suché byla zřízena v roce 1810 z popudu církevních představitelů. Jelikož byla budova školy nevyhovující, byla v roce 1838 postavena nová budova (současný obecní úřad). Do roku 1869 byla škola organizována jako jednotřídní, od tohoto roku jako dvoutřídní. Současně došlo od roku 1870 ke změně vyučovacího jazyka: jako hlavní jazyk byl stanoven polský jazyk, český resp. moravský jazyk byl zaveden jako nepovinný. V 80. letech pak byla zavedena jako povinný jazyk němčina, která začala vytlačovat češtinu. V roce 1904 byla postavena budova tzv. červené školy, ve které sídlila polská škola.
Po první světové válce došlo k znovuotevření české školy (od školního roku 1921/1922) tzv. obecná škola. V důsledku zvyšování počtu žáku došlo ke zpracování plánu na novou budovu školy, která byla otevřena od školního roku 1926/1927 (v současné době budova policie na Stonavské ulici). Od roku 1927/1928 byla otevřena v obci i měšťanská škola, která měla stejnou budovu s obecnou školou. Od roku 1938 byly české školy zrušeny, výuka probíhala nejprve na polských a poté na německých školách.

### Vývoj českého školství po roce 1945
Po 2. světové válce došlo k znovuotevření českých škol. Budova „obecné“ školy byla umístěna staré budově České školy, měšťanská škola byla situována v budově žluté polské školy (polsky – "Wydziałówka"). Současně od roku 1947 sloužila nová budova mateřské školy v Podolkovicích (dnes nevyužívaná budova mezi finskými domky).
Po reformách školství se od roku 1953 situace ustálila tak, že se škola obecná (v té době tzv. národní) a měšťanská (v té době tzv. střední) spojila v jednu organizaci. Zvyšování počtu žáků však způsobilo nedostatek místa v budově. Z toho důvodu bylo rozhodnuto o stavbě nové budovy na ulici Těrlické. Ta byla slavnostně otevřena 26. ledna 1961. Od tohoto roku se vyučovalo v obou budovách školy, v tzv. Staré (ul. Stonavská) i Nové. V letech 1976–1977 se budova Staré školy rekonstruovala. V následujícím období se však technický stav budovy v důsledku poddolování nadále zhoršoval.
V 90. letech se provedly stavební i organizační změny. Od školního roku 1991/92 byla uzavřena budova školky v Podolkovicích (do té doby působila zdejší školka jako kombinovaná, byly zde třídy české a polské). U Nové školy byla konečně po mnoha letech vybudována jídelna (v provozu od školního roku 1993/94) a skončilo tak období stravování žáků ve stísněných prostorách bývalé dílny. V letech 1994–96 se rekonstruovala budova „staré školy“. V roce 1997 se pak začalo s plánovanou nadstavbou budovy „nové školy“. Od školního roku 1997/98 je česká škola dislokována pouze v Nové budově. V důsledku demografického se počet žáků snižuje, proto se škola snaží zavádět nové předměty, které by přilákaly i žáky z okolních obcí. Uvažuje se o zvýšení výuky informatiky a jazyků.
Ředitelé české školy
- Jaroslav Bořucký (1953–1967)
- Jan Jiříček (1967–1970)
- Jiřina Urbanczyková (1970–1978)
- Věra Erbanová (1978–1980)
- Karla Wichrová (1980–2003)
- Jaromír Zelníček (2003–2009)[10]
- Ilona Chalupová (2009–2020)
- Romana Zahradníková (2020–dosud)

### Vývoj polského školství po roce 1945
Polské školství po roce 1945 zažívá menší rozkvět než české – důvodem je především růst počtu obyvatel přicházejících pracovat na důl František z jiných oblastí Československa. Škola se nejprve musí dělit s českou o budovy, po otevření nové školní budovy v roce 1961 se situace mění. Škola využívá červenou a žlutou budovu.
V roce 1982 se polská škola stala tzv. střediskovou, tj. zajišťuje polskou výuku i pro okolní obce. Tato situace nastala v důsledku úbytku studentů polských škol na území okresu Karviná a v jeho důsledku k rušení polských škol. Tento trend se spolu s všeobecným demografickým vývojem devadesátých let 20. stol. a prvních let 21. stol. ještě umocnil.
V posledních letech dochází k opravám zázemí školy – byla opravena podlaha tělocvičny, zřízena počítačová učebna. Od roku 2001 je zřizovatelem polské školy místní obecní úřad.

## Náboženský život v obci a kostel sv. Josefa

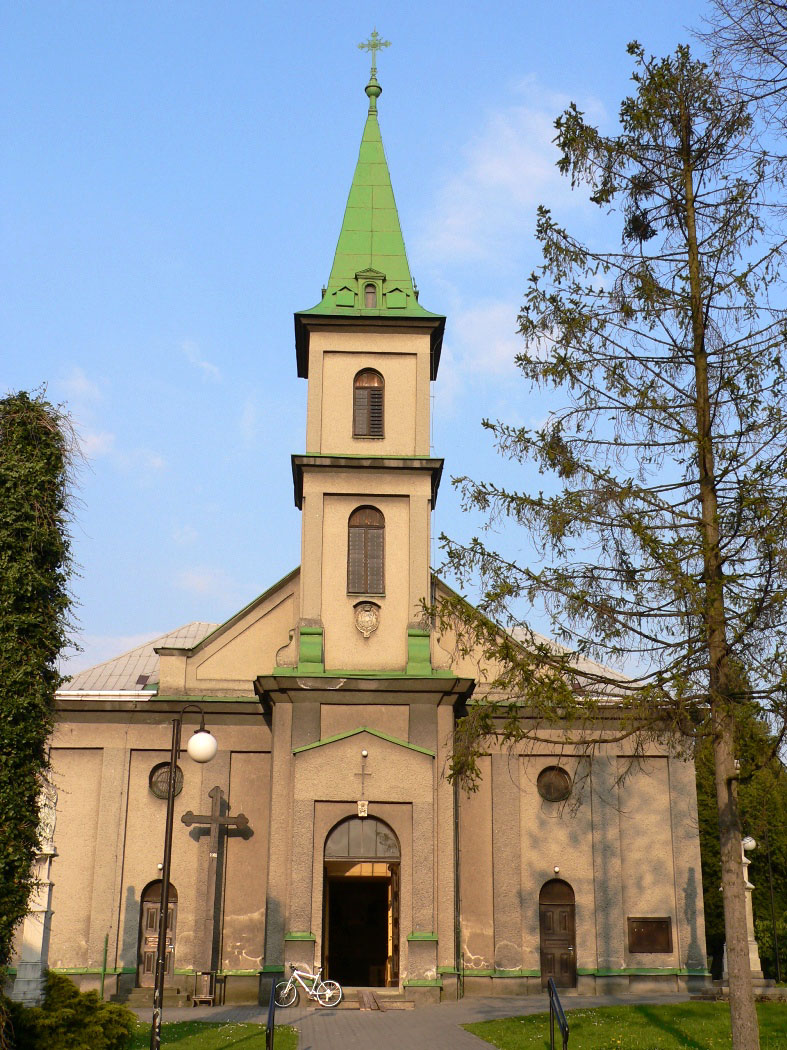
Katolický kostel

V Horní Suché jsou nejčastěji zastoupeni ateisté, mezi věřícími převažuje katolické vyznání (podle sčítání lidu v roce 2001 je katolíků 34,1 % obyvatel obce). Dalšími vyznáními zastoupenými v obci jsou příslušníci Slezské církve evangelické augsburského vyznání a církve bratrské.
V Horní Suché má sídlo místní římskokatolická farnost, která zde byla založena v roce 1867. Farním kostelem je kostel sv. Josefa, který vznikl v roce 1864 přestavbou z původní kaple. Kousek od kostela se nachází taktéž fara. V okolí kostela byl v minulosti místní hřbitov.
Evangelická církev nemá na území obce vlastní kostel, věřící navštěvují nejčastěji kostel v Prostřední Suché. Na území hřbitova má církev kapli, která byla na přelomu tisíciletí opravena a ve které se jednou měsíčně slouží bohoslužba. Církev bratrská má vlastní modlitebnu v místní části Kouty. V srpnu 2018 si členové sboru připomenuli 50 let od otevření nové modlitebny.

## Sbor dobrovolných hasičů

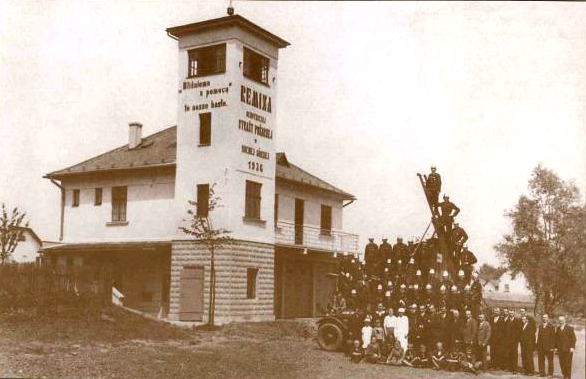
Požární zbrojnice v roce 1936

V roce 1833 nechal založit požární jednotku hrabě Larisch. Tato jednotka byla složena z pracovníků místního cukrovaru a zanikla v roce 1873.
První historicky doložený hasičský sbor vzniknul v roce 1903. Byl založen na základě popudu starosty Jana Krzystka, při jeho vzniku se do něj přihlásilo 36 osob a veškeré vyzbrojení a vycvičení bylo hrazeno z darů. Jednotka byla začleněna do svazu Polská stráž požarna. V roce 1935 se začala stavět požární zbrojnice, která byla dokončena v roce 1936. V tomto roce také vzniká česká hasičská jednotka.
Během války sbor upadá – požární zbrojnice je prodána, majetek je konfiskován. Ke změně dochází až po válce, kdy je obnoven polský sbor, první cvičení se konalo 11. srpna 1945. Jelikož český hasičský sbor ztratil svou zbrojnici, využíval zbrojnici polského sboru.
V roce 1948 dochází k sloučení obou dvou sborů. Po sloučení vznikají další aktivity, jako například založení dechového kroužku, či později v sedmdesátých letech se kativně profiluje soutěžní družstvo. V roce 1974 je k požární zbrojnici přistavěno sociální zařízení.
V roce 1975 je Horní Suchá přičleněna k Havířovu a taktéž hasiči byli zařazeni do okrsku Havířov. Toto období trvalo do roku 1990, kdy se Horní Suchá osamostatnila. V současné době je sbor dobrovolných hasičů opět samostatný. V čele sboru stojí starosta Lucie Zsibritová, velitelem výjezdní jednotky je Rostislav Krhovjak.

## Chronologické údaje
- 1305 první písemná zmínění
- 1810 založena škola (sídlo v nynější budově obecního úřadu)
- 1832 založen cukrovar a keramická dílna
- 1835 založen katolický kostel
- 1864 založen obecní úřad
- 1907 zahájena stavba železniční trati Ostrava-Český Těšín
- 1910 zahájen provoz hornosušské cihelny.
- 1911 začíná těžba na šachtě František
- 1975 připojení k Havířovu
- 1990 na základě referenda se obec Horní Suchá odtrhává od Havířova a osamostatňuje se.
- 1995 zrušena samostatnost dolu František (spojení s doly Dukla a Lazy)
- 1999 ukončení těžby na dole František
- 2004 kolaudace Sportovní haly na ul. Těrlická
- 2008 otevření nové výrobní haly v areálu bývalého Dolu František v Horní Suché
- 2009 otevření vzpěračské školy olympijského vítěze Oty Zaremby v budově bývalého svazu chovatelů (ČSCH)
- 2009 kolaudace nového sportoviště u ZŠ Těrlická 969 (nová tartanová běžecká dráha, zavlažované fotbalové hřiště, volejbalové hřiště, dráha pro skok daleký)
- 2009 otevření Domova pro seniory na ul. Vnitřní 921/5 s kapacitou 30 lůžek, který provozuje Slezská humanita
- 2010 otevření nově zrekonstruovaného Klubu hornických důchodců dolu František na ulici Vnitřní vedle Domova pro seniory
- 2011 otevření rozšířeného a nově zrekonstruovaného Dělnického domu
- 2011 dokončení zateplení a celková rekonstrukce ZŠ s pol. jaz. vyuč. na ulici Těrlická
- 2011 zateplení a revitalizace ZŠ

## Pamětihodnosti
řazeno dle data
- Zámek Horní Suchá, první písemná zmínka z roku 1674
- Mlýnské kameny z bývalého Hornosušského cukrovaru 1833–1876
- Katolický kostel svatého Josefa z roku 1835, s pamětní deskou hraběte Larische
- Socha svatého Jana Nepomuckého z roku 1843

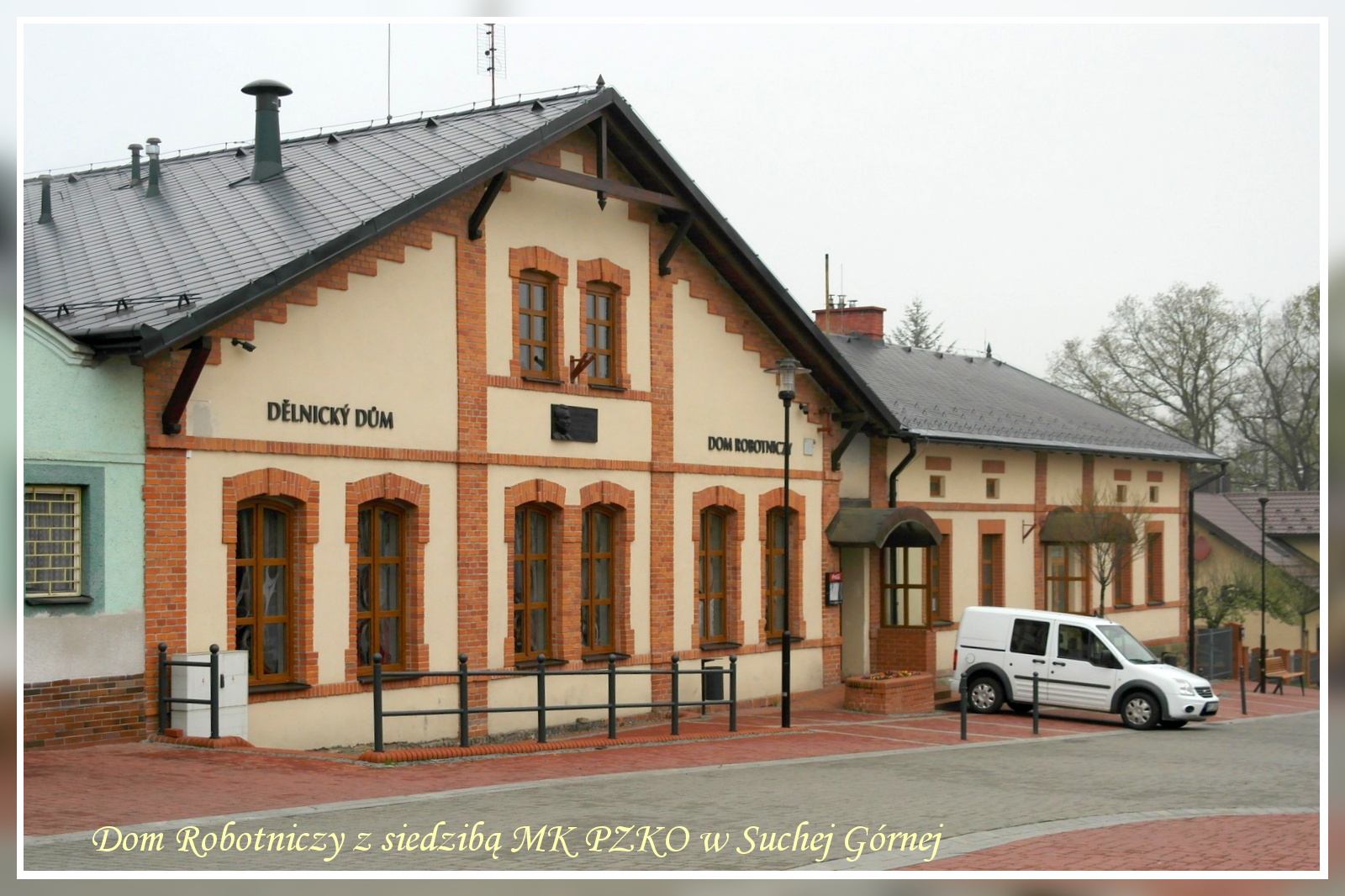
Dělnický dům a Dom PZKO

- Dělnický dům a Dom PZKORučně kovaný kříž, jehož zakladatelem byl Janeczek Józef roku 1870, občan Horní Suché
- Dělnický dům z roku 1907
- Evangelická kaple z roku 1927
- Pomník padlých občanů první světové války
- Park hrdinů - místo popravy, pietní místo
- Společenský dům Aplaus (dříve kulturní dům Dolu Prezident Klement Gottwald)

## Významní lidé Horní Suché
řazeno abecedně, dle příjmení
- Ewald Danel – houslový virtuos a pedagog, působil v Symfonickém orchestru Slovenského rozhlasu, vyučuje na Vysoké školy múzických umění v Bratislavě
- Józef Dostal – ředitel cukrovaru hraběte Larische, hornosušský starosta a iniciátor založení farnosti a školní knihovny, průkopník výuky v polštině, působil také jako poslanec Slezského Sejmu v Opavě
- Vavřinec Glaser – místní lékař a podporovatel chudých, významná osoba obce, zasloužil se o rozvoj českého školství; otec Marie Glázrové
- Marie Glázrová – dcera doktora Glasera, česká herečka a členka činohry národního divadla
- Jiří Kantor – poslanec varšavského parlamentu, člen Národní rady Těšínského knížectví v roce 1918, iniciátor stavby Dělnického domu v Horní Suché (1907)
- Tadeusz Michejda – polský lékař a politik (vykonával v Horní Suché lékařskou praxi)
- Bronislav Poloczek – český herec, člen činohry národního divadla
- Josef Říman – vědec v oblasti biologie, genetiky a bývalý předseda Československé akademie věd
- Eva Vejmělková – herečka a psycholožka
- Ota Zaremba – olympijský vítěz ve vzpírání na Olympiádě v Moskvě v roce 1980

## Rozdělení obce na části
Obci protéká potok Sušanka. V první polovině 18. století se obec rozdělila na několik částí:
- Těšiňok se dodnes nazývá východní část údolí
- Dědina (dnes Centrum), centrální část, ve které se nacházel zámeček, statek, továrna, škola, kostel, a nechyběla ani hospoda
- Paseky, část obce, která dostala svůj název od tamních v hojné míře se vyskytujících včelnicích – tato část obce byla zcela zničena těžbou uhlí
- Podlesí, severozápadní část obce zmizela z mapy Horní Suché v šedesátých letech v důsledku totálních důlních škod
- Podolkovice dodnes patří k nejkrásnějším hornosušským čtvrtím obdobně jako poněkud více na východ položené Kouty
- Kouty, vilová čtvrť Horní Suché, která byla ještě během války používaná jako pole

## Sport
V obci působí Sportovní klub Horní Suchá, dříve Tělovýchovná jednota Depos (TJ Depos Horní Suchá), který v současné době sdružuje fotbalový a tenisový oddíl a oddíl asociace sportu pro všechny. Fotbalisté hráli v 70., 80. a 90. letech divizní soutěž, což byla svého času 3. nejvyšší fotbalová soutěž. Dnes se zde hraje Moravskoslezská krajská soutěž 1. A třídy, skupiny B. Sáloví fotbalisté se stali v letech 1984 a 1988 mistry Československa. Skvělých úspěchů dosáhli v 80. a 90. letech také karatisté a boxeři pod hlavičkou TJ. V Horní Suché rovněž od roku 2004 působí florbalový oddíl FbK Horní Suchá. Velmi úspěšný je také vzpěračský oddíl Sportovní klub vzpírání Oty Zaremby. V obci působí také horolezecký oddíl Godula. Mezi známé sportovce patří např. olympijský vítěz Ota Zaremba, plavec Ondřej Broda, Petra a Martin Kocurovi (vodní lyžování), Miroslav Baranek (fotbal) nebo Adam Delong (florbal).
V minulosti reprezentoval obci klub stolního tenisu START Horní Suchá, který ovšem sídlil v Havířově.

## Politika
Zastupitelstvo obce Horní Suchá má 15 členů. Nejvíce křesel v komunálních volbách v roce 2014 získalo Sdružení Nezávislých Horní Suchá – 9 křesel. KSČM, ČSSD i KDU-ČSL si rozdělily po 2 mandátech.
|    | Sdružení nezávislých Horní Suchá | KSČM        | ČSSD               | KDU-ČSL                    |
| -- | -------------------------------- | ----------- | ------------------ | -------------------------- |
| 1. | Ing. Jan Lipner                  | Evžen Faja  | Ing. Karol Siwek   | MUDr. Stefaniszeková Nikol |
| 2. | Josef Žerdík                     | Jan Charvát | Rostislav Krhovjak | Halina Žylová              |
| 3. | Ing. Martin Adamiec              |             |                    |                            |
| 4. | Ing. Marian Pilch                |             |                    |                            |
| 5. | Ing. Marian Weiser               |             |                    |                            |
| 6. | Ing. Petr Chlebik                |             |                    |                            |
| 7. | Mgr. Jan Zyder                   |             |                    |                            |
| 8. | Ivan Marini                      |             |                    |                            |
| 9. | Waldemar Wala                    |             |                    |                            |

|     | Sdružení nezávislých Horní Suchá | KSČM        | ČSSD             | KDU-ČSL              |
| --- | -------------------------------- | ----------- | ---------------- | -------------------- |
| 1.  | Ing. Jan Lipner                  | Evžen Faja  | Ing. Karol Siwek | Sikora Jana Ing. Bc. |
| 2.  | Josef Žerdík                     | Jan Charvát |                  |                      |
| 3.  | Ing. Martin Adamiec              |             |                  |                      |
| 4.  | Ing. Marian Pilch                |             |                  |                      |
| 5.  | Ing. Marian Weiser               |             |                  |                      |
| 6.  | Ing. Petr Chlebik                |             |                  |                      |
| 7.  | Kriš Marek                       |             |                  |                      |
| 8.  | Hradzki Marek                    |             |                  |                      |
| 9.  | Zsibritová Lucie                 |             |                  |                      |
| 10. | Loderová Markéta Mgr.            |             |                  |                      |
| 11. | Tomaszová Halina                 |             |                  |                      |

|    | Sdružení nezávislých Horní Suchá | KSČM              | KDU-ČSL                    |
| -- | -------------------------------- | ----------------- | -------------------------- |
| 1. | Ing. Jan Lipner                  | Szegecsová Halina | MUDr. Stefaniszeková Nikol |
| 2. | Josef Žerdík                     | Jan Charvát       | Sikora Jana Ing. et Ing.   |
| 3. | Ing. Martin Adamiec              | Pawlas Jaroslav   | Wróbel Kamil               |
| 4. | Ing. Marian Pilch                |                   |                            |
| 5. | Ing. Marian Weiser               |                   |                            |
| 6. | Jiravský Otakar MUDr.            |                   |                            |
| 7. | Bębenek Petr Mgr.                |                   |                            |
| 8. | Kriš Marek                       |                   |                            |
| 9. | Nieszporek Bogdan Bc.            |                   |                            |

## Partnerská města
- Gelnica, Slovensko
- Lubomia, Polsko